# 関西社会人リーグ (ラグビー)
関西社会人リーグ（かんさいしゃかいじんリーグ）は、かつて存在した日本における社会人ラグビー（15人制、ラグビーユニオン）の地域リーグの1つである。

## 概要
関西ラグビーフットボール協会による主催で、1958年度から2002年度まで開催された社会人ラグビーの地域リーグ。当時はまだ全国リーグが存在しておらず、東日本社会人リーグ（1987年度までは関東社会人リーグ）、西日本社会人リーグと並び、国内における社会人ラグビーの最上位リーグ（1部リーグ相当）であった。
戦後から間もない1949年2月（1948年度）に創設された全国社会人ラグビー大会は、第9回大会（1957年1月）には参加チーム数がそれまでの8チームから16チームに拡大し、年を追うごとに盛んになってきていた。関西地区からの出場チーム数も、大阪から2チーム、兵庫と近畿から各1チームの合計4チームとなり、各チームとも好成績を収めていた。この第9回大会で近鉄が優勝したことで、翌年の第10回大会（1958年1月）には、前年度優勝チームとして出場した近鉄を含め、関西から5チームが出場した。そのうちベスト4を関西勢（近鉄 、京都市役所、大阪鉄道局、大阪府警）で独占し、残る川崎重工も準々決勝で大阪鉄道局に僅差での敗退であったことから、当時の関西の社会人チームの隆盛ぶりが窺える。このような背景から、それまで各チーム同士で調整して実施していた対抗戦を廃止し「関西社会人チームでリーグを作ろう」という機運が高まっていた。
同じ頃、関東の社会人チームは、関東ラグビーフットボール協会とは別に、関東社会人ラグビーフットボール連盟を創設（1960年）して独自にリーグ運営を行っていた。一方、関西では朝日新聞運動部の鹿子木聡が社会人チームと関西ラグビーフットボール協会との仲介役となり、関西協会の下で「関西社会人A級リーグ」を創設し、運営して行くことになった。こうして第1回関西社会人リーグが1958年10月26日から同年12月21日まで開催された。リーグ創設時のメンバーは、近鉄、京都市役所、大阪府警、川崎重工、大阪鉄道局（大鉄）の5チームで、主催は関西協会、後援は朝日新聞社であった。
1962年度（第5回開催）から3部制が採用された。同年度の参加チームは、1部（Aリーグ）は近鉄、大阪府警、大阪クラブ、京都市役所、2部（Bリーグ）は大阪鉄道局、KYRC、川崎重工、伊丹自衛隊、3部（Cリーグ）は新三菱重工京都、神戸製鋼、山一証券、大阪大丸の各4チームであった。
関西社会人リーグが開幕した当初は近鉄の全盛期であり、初年度から11年連続で優勝するなど、1974年度までに15回の優勝を遂げた。1966年度に、すでに全国社会人大会でも好成績を収めていたトヨタ自工が関西社会人リーグに加盟すると、徐々に勢力図は変わっていき、1976年度から1983年度にかけてはトヨタ自工が8連覇を達成した。
1976年度に神戸製鋼が1部リーグに初昇格するとすぐに頭角を現し、1980年代以降は神戸製鋼とトヨタ自動車の2強時代に突入する。神戸製鋼は1983年度に初優勝を遂げると、1989年度から1993年度にかけての5連覇を含む12回の優勝を遂げた。1981年度から2000年度までの20年間で、上位2チームを神戸製鋼とトヨタ自動車で占めたシーズンが実に15回あった。
2002年度（第45回開催）のシーズンをもって関西社会人リーグは終了し、翌年に開幕したトップリーグおよびトップウェストに再編された。
近鉄は、1958年度のリーグ創設以来、2002年度に終了するまでの間、全45シーズンで1部リーグに在籍した。最多優勝は近鉄の17回、通算最多勝利はトヨタ自動車の193勝、最長連続優勝は近鉄の11連覇。

## 参加チーム

### 最終年度（2002年度）参加チーム
太字は初年度（1958年度）参加チーム。
| チーム名     | 創設年 | 練習グラウンド | 次年度の参加リーグ                                             | 備考 |
| ------------ | ------ | -------------- | -------------------------------------------------------------- | --- |
| ヤマハ発動機 | 1984年 | 静岡県磐田市   | トップリーグ (各地域リーグ1位枠)                               | 現・静岡ブルーレヴズ |
| ワールド     | 1984年 | 兵庫県神戸市   | トップリーグ (「第55回全国社会人大会」予選プール3位チーム枠)   | トップリーグ参加時に ワールドファイティングブルに名称変更。 2009年に休部。 現在は六甲SEA HAWKSと合併し 「六甲ファイティングブル」としてクラブチーム化 |
| 神戸製鋼     | 1928年 | 兵庫県神戸市   | トップリーグ (「第55回全国社会人大会」予選プール上位2チーム枠) | 現・コベルコ神戸スティーラーズ |
| トヨタ自動車 | 1941年 | 愛知県豊田市   | トップウェスト                                                 | 旧・トヨタ自工 現・トヨタヴェルブリッツ |
| 近鉄         | 1929年 | 大阪府東大阪市 | トップリーグ (「第55回全国社会人大会」予選プール上位2チーム枠) | 現・花園近鉄ライナーズ |
| 豊田自動織機 | 1984年 | 愛知県刈谷市   | トップウェスト                                                 | 現・豊田自動織機シャトルズ愛知 |
| ホンダ       | 1960年 | 三重県鈴鹿市   | トップウェスト                                                 | 旧・本田技研、本田技研鈴鹿 現・三重ホンダヒート |
| 鐘淵化学     | 不明   | 兵庫県高砂市   |                                                                | 2002年シーズン限りで廃部 |

### 過去の参加チーム
太字は初年度（1958年度）参加チーム。
| チーム名     | 創設年 | 練習グラウンド            | 備考                                                        |
| ------------ | ------ | ------------------------- | ----------------------------------------------------------- |
| 大阪府警     | 1953年 | 大阪府大東市              |                                                             |
| 京都市役所   | 1948年 | 京都府京都市              |                                                             |
| 大阪鉄道局   | 1928年 | 大阪府大阪市              | 「JR西日本レイラーズ」の前身 1973年廃部                     |
| 川崎重工     | 不明   | 兵庫県神戸市              |                                                             |
| 大阪クラブ   | 不明   | 不明                      |                                                             |
| KYRC         | 不明   | 不明                      | 「関西ヤングメンラグビークラブ」の略                        |
| 中部自衛隊   | 1955年 | 兵庫県伊丹市 大阪府和泉市 | 旧・伊丹自衛隊 1973年解散                                   |
| 三菱自工京都 | 1957年 | 京都府京都市              | 旧・三菱重工京都 現・三菱自動車京都レッドエボリューションズ |
| 栗田工業     | 1962年 | 大阪府大阪市              | 現・クリタウォーターガッシュ昭島                            |
| ユニチカ     | 1959年 | 京都府宇治市              | 現・ユニチカ・フェニックス                                  |
| 大阪教員     | 不明   | 不明                      |                                                             |
| 滋賀県庁     | 不明   | 滋賀県大津市              |                                                             |
| 奈良クラブ   | 1954年 | 奈良県奈良市              | 現・奈良ムースクラブ                                        |
| NTT関西      | 不明   | 大阪府大阪市              | 現・スネイルズ                                              |

## 歴代優勝

### 優勝チーム
- 1958年度 - 近鉄
- 1959年度 - 近鉄
- 1960年度 - 近鉄
- 1961年度 - 近鉄
- 1962年度 - 近鉄
- 1963年度 - 近鉄
- 1964年度 - 近鉄
- 1965年度 - 近鉄
- 1966年度 - 近鉄
- 1967年度 - 近鉄、京都市役所[注 5]
- 1968年度 - 近鉄
- 1969年度 - 京都市役所
- 1970年度 - トヨタ自工、三菱自工京都[注 5]
- 1971年度 - 近鉄
- 1972年度 - 近鉄
- 1973年度 - 近鉄
- 1974年度 - 近鉄
- 1975年度 - 三菱自工京都
- 1976年度 - トヨタ自工
- 1977年度 - 近鉄、トヨタ自工[注 5]
- 1978年度 - トヨタ自工、三菱自工京都[注 5]
- 1979年度 - トヨタ自工
- 1980年度 - トヨタ自工
- 1981年度 - トヨタ自工
- 1982年度 - 大阪府警、トヨタ自動車[注 5]
- 1983年度 - トヨタ自動車、大阪府警、神戸製鋼[注 5]
- 1984年度 - 神戸製鋼
- 1985年度 - トヨタ自動車
- 1986年度 - 神戸製鋼
- 1987年度 - トヨタ自動車
- 1988年度 - 近鉄
- 1989年度 - 神戸製鋼
- 1990年度 - 神戸製鋼
- 1991年度 - 神戸製鋼
- 1992年度 - 神戸製鋼
- 1993年度 - 神戸製鋼
- 1994年度 - ワールド
- 1995年度 - トヨタ自動車[注 6]
- 1996年度 - 神戸製鋼
- 1997年度 - 神戸製鋼
- 1998年度 - 神戸製鋼、トヨタ自動車[注 5]
- 1999年度 - トヨタ自動車
- 2000年度 - トヨタ自動車
- 2001年度 - 神戸製鋼[注 7]
- 2002年度 - ヤマハ発動機

### 優勝回数
- 近鉄 - 17回
- トヨタ自動車[注 3] - 15回
- 神戸製鋼 - 12回[注 6]
- 三菱自工京都 - 3回
- 京都市役所 - 2回
- 大阪府警 - 2回
- ワールド - 1回
- ヤマハ発動機 - 1回[注 7]

## 歴代順位
太字は、全国社会人ラグビーフットボール大会に出場したチーム。
枠内が■色は降格チーム、枠内が■色は休部・廃部、枠内が■色はトップリーグに参加
| 回 | 年度 | 1位                            | 2位                                | 3位                                | 4位                                | 5位                            | 6位                            | 7位                        | 8位                  |
| -- | ---- | ------------------------------ | ---------------------------------- | ---------------------------------- | ---------------------------------- | ------------------------------ | ------------------------------ | -------------------------- | -------------------- |
| 1  | 1958 | 近鉄                           | 京都市役所                         | 大阪府警 川崎重工 大阪鉄道局       | 大阪府警 川崎重工 大阪鉄道局       | 大阪府警 川崎重工 大阪鉄道局   |                                |                            |                      |
| 2  | 1959 | 近鉄                           | 大阪府警                           | 京都市役所                         | 川崎重工 大阪クラブ 大阪鉄道局     | 川崎重工 大阪クラブ 大阪鉄道局 | 川崎重工 大阪クラブ 大阪鉄道局 |                            |                      |
| 3  | 1960 | 近鉄                           | 大阪府警                           | 京都市役所                         | 大阪鉄道局                         | 川崎重工                       | KYRC                           | 大阪クラブ                 |                      |
| 4  | 1961 | 近鉄                           | 大阪府警 京都市役所 大阪クラブ     | 大阪府警 京都市役所 大阪クラブ     | 大阪府警 京都市役所 大阪クラブ     | 大阪鉄道局                     | KYRC                           |                            |                      |
| 5  | 1962 | 近鉄                           | 大阪府警 大阪クラブ                | 大阪府警 大阪クラブ                | 京都市役所                         |                                |                                |                            |                      |
| 6  | 1963 | 近鉄                           | 伊丹自衛隊                         | 大阪府警                           | 大阪クラブ                         |                                |                                |                            |                      |
| 7  | 1964 | 近鉄                           | 京都市役所                         | 中部自衛隊                         | 大阪府警                           |                                |                                |                            |                      |
| 8  | 1965 | 近鉄                           | 大阪府警 京都市役所                | 大阪府警 京都市役所                | 三菱重工京都 中部自衛隊            | 三菱重工京都 中部自衛隊        |                                |                            |                      |
| 9  | 1966 | 近鉄                           | 三菱重工京都                       | 京都市役所 トヨタ自工 大阪府警     | 京都市役所 トヨタ自工 大阪府警     | 京都市役所 トヨタ自工 大阪府警 | 中部自衛隊                     |                            |                      |
| 10 | 1967 | 近鉄 京都市役所                | 近鉄 京都市役所                    | トヨタ自工                         | 大阪府警                           | 三菱重工京都 栗田工業          | 三菱重工京都 栗田工業          | 中部自衛隊                 |                      |
| 11 | 1968 | 近鉄                           | 京都市役所 三菱重工京都 トヨタ自工 | 京都市役所 三菱重工京都 トヨタ自工 | 京都市役所 三菱重工京都 トヨタ自工 | 中部自衛隊                     | 大阪府警                       | 栗田工業                   |                      |
| 12 | 1969 | 京都市役所                     | トヨタ自工                         | 三菱重工京都                       | 近鉄                               | 大阪府警                       | 中部自衛隊                     | 栗田工業                   |                      |
| 13 | 1970 | トヨタ自工 三菱自工京都        | トヨタ自工 三菱自工京都            | 近鉄 京都市役所                    | 近鉄 京都市役所                    | 大阪府警                       | 中部自衛隊                     | 栗田工業                   |                      |
| 14 | 1971 | 近鉄                           | トヨタ自工 三菱自工京都            | トヨタ自工 三菱自工京都            | 京都市役所                         | 大阪府警 中部自衛隊            | 大阪府警 中部自衛隊            | 栗田工業                   |                      |
| 15 | 1972 | 近鉄                           | 京都市役所                         | 栗田工業                           | 三菱自工京都                       | トヨタ自工                     | 中部自衛隊                     | 大阪府警                   |                      |
| 16 | 1973 | 近鉄                           | 京都市役所                         | トヨタ自工                         | 三菱自工京都                       | 大阪府警                       | ユニチカ                       | 栗田工業                   |                      |
| 17 | 1974 | 近鉄                           | トヨタ自工                         | 三菱自工京都                       | 京都市役所 栗田工業                | 京都市役所 栗田工業            | ユニチカ                       | 大阪府警                   |                      |
| 18 | 1975 | 三菱自工京都                   | トヨタ自工                         | 近鉄                               | 大阪府警                           | 栗田工業                       | ユニチカ                       | 京都市役所                 |                      |
| 19 | 1976 | トヨタ自工                     | 近鉄                               | 大阪府警                           | 三菱自工京都                       | ユニチカ 神戸製鋼 栗田工業     | ユニチカ 神戸製鋼 栗田工業     | ユニチカ 神戸製鋼 栗田工業 |                      |
| 20 | 1977 | 近鉄 トヨタ自工                | 近鉄 トヨタ自工                    | 三菱自工京都                       | 神戸製鋼                           | 大阪府警                       | ユニチカ                       | 栗田工業                   |                      |
| 21 | 1978 | トヨタ自工 三菱自工京都        | トヨタ自工 三菱自工京都            | 神戸製鋼                           | 大阪府警 近鉄                      | 大阪府警 近鉄                  | 本田技研                       | ユニチカ                   |                      |
| 22 | 1979 | トヨタ自工                     | 大阪府警                           | 京都市役所                         | 三菱自工京都                       | 近鉄                           | 神戸製鋼                       | 本田技研                   |                      |
| 23 | 1980 | トヨタ自工                     | 近鉄                               | 大阪府警 三菱自工京都              | 大阪府警 三菱自工京都              | 本田技研 神戸製鋼              | 本田技研 神戸製鋼              | 大阪教員 京都市役所        | 大阪教員 京都市役所  |
| 24 | 1981 | トヨタ自工                     | 神戸製鋼                           | 三菱自工京都                       | 本田技研 大阪府警                  | 本田技研 大阪府警              | 近鉄                           | 京都市役所                 | 大阪教員             |
| 25 | 1982 | 大阪府警 トヨタ自動車          | 大阪府警 トヨタ自動車              | 神戸製鋼 三菱自工京都              | 神戸製鋼 三菱自工京都              | 近鉄                           | 本田技研                       | 京都市役所                 | 滋賀県庁             |
| 26 | 1983 | トヨタ自動車 大阪府警 神戸製鋼 | トヨタ自動車 大阪府警 神戸製鋼     | トヨタ自動車 大阪府警 神戸製鋼     | 近鉄                               | 三菱自工京都                   | 本田技研                       | 大阪教員                   | 京都市役所           |
| 27 | 1984 | 神戸製鋼                       | トヨタ自動車                       | 近鉄 大阪府警                      | 近鉄 大阪府警                      | 三菱自工京都                   | 大阪教員 奈良クラブ            | 大阪教員 奈良クラブ        | 本田技研鈴鹿         |
| 28 | 1985 | トヨタ自動車                   | 神戸製鋼 近鉄                      | 神戸製鋼 近鉄                      | 大阪府警                           | 三菱自工京都                   | 奈良クラブ 大阪教員            | 奈良クラブ 大阪教員        | 滋賀県庁             |
| 29 | 1986 | 神戸製鋼                       | トヨタ自動車                       | 近鉄                               | 本田技研鈴鹿 大阪府警              | 本田技研鈴鹿 大阪府警          | 大阪教員                       | 奈良クラブ                 | 三菱自工京都         |
| 30 | 1987 | トヨタ自動車                   | 神戸製鋼                           | 近鉄                               | 大阪府警                           | 本田技研鈴鹿                   | 大阪教員                       | 三菱自工京都               | 奈良クラブ           |
| 31 | 1988 | 近鉄                           | 神戸製鋼 ワールド トヨタ自動車     | 神戸製鋼 ワールド トヨタ自動車     | 神戸製鋼 ワールド トヨタ自動車     | 本田技研鈴鹿 大阪府警          | 本田技研鈴鹿 大阪府警          | 三菱自工京都               | 大阪教員             |
| 32 | 1989 | 神戸製鋼                       | トヨタ自動車                       | ワールド                           | 近鉄                               | 本田技研鈴鹿 大阪府警          | 本田技研鈴鹿 大阪府警          | 三菱自工京都 NTT関西       | 三菱自工京都 NTT関西 |
| 33 | 1990 | 神戸製鋼                       | トヨタ自動車                       | ワールド                           | 大阪府警                           | 近鉄                           | 本田技研鈴鹿                   | 三菱自工京都               | NTT関西              |
| 34 | 1991 | 神戸製鋼                       | トヨタ自動車                       | 近鉄                               | 大阪府警                           | ワールド                       | NTT関西                        | 三菱自工京都               | 本田技研鈴鹿         |
| 35 | 1992 | 神戸製鋼                       | 本田技研鈴鹿                       | トヨタ自動車                       | 近鉄                               | 三菱自工京都                   | ワールド                       | NTT関西                    | 大阪府警             |
| 36 | 1993 | 神戸製鋼                       | ワールド                           | 本田技研鈴鹿                       | NTT関西                            | 三菱自工京都                   | トヨタ自動車                   | 近鉄                       | ユニチカ             |
| 37 | 1994 | ワールド                       | 神戸製鋼                           | トヨタ自動車                       | 三菱自工京都                       | 近鉄                           | 本田技研鈴鹿                   | NTT関西                    | 大阪府警             |
| 38 | 1995 | トヨタ自動車                   | 神戸製鋼                           | ワールド                           | 三菱自工京都                       | 近鉄                           | NTT関西                        | 本田技研鈴鹿               | 大阪府警             |
| 39 | 1996 | 神戸製鋼                       | トヨタ自動車                       | NTT関西                            | ワールド                           | 近鉄                           | 本田技研鈴鹿                   | ユニチカ                   | 三菱自工京都         |
| 40 | 1997 | 神戸製鋼                       | トヨタ自動車                       | ワールド                           | 近鉄                               | 豊田自動織機                   | 本田技研鈴鹿                   | NTT関西                    | 三菱自工京都         |
| 41 | 1998 | 神戸製鋼 トヨタ自動車          | 神戸製鋼 トヨタ自動車              | ワールド                           | ヤマハ発動機                       | 近鉄                           | 豊田自動織機                   | 本田技研鈴鹿               | NTT関西              |
| 42 | 1999 | トヨタ自動車                   | 神戸製鋼                           | ワールド                           | ヤマハ発動機                       | 近鉄                           | 鐘淵化学                       | 豊田自動織機               | 本田技研鈴鹿         |
| 43 | 2000 | トヨタ自動車                   | 神戸製鋼                           | ワールド                           | 近鉄                               | 本田技研鈴鹿                   | 豊田自動織機                   | ヤマハ発動機               | 鐘淵化学             |
| 44 | 2001 | 神戸製鋼                       | ヤマハ発動機                       | トヨタ自動車                       | 近鉄                               | ワールド                       | 豊田自動織機                   | 鐘淵化学                   | 本田技研             |
| 45 | 2002 | ヤマハ発動機                   | ワールド                           | 神戸製鋼                           | トヨタ自動車                       | 近鉄                           | 豊田自動織機                   | ホンダ                     | 鐘淵化学             |

## チーム別通算成績
関西社会人リーグの1部（Aリーグ）に参加した全チームの通算成績。
- 「勝ち点」は、勝利=4、引分=2、敗戦=0として算出したもの。
- 下位リーグとの入替戦の成績はカウントしていない。
- 不戦勝／不戦敗は、勝利／敗戦としてカウントしている[5]。

枠内が■色は休部・廃部
| チーム名     | 初出場 | 最終 | 在 | 試  | 勝  | 分 | 敗  | 得   | 失   | 差    | 勝点 | 優勝 | 2位  | 3位 | 最高 | チーム名変遷                          | 後継チーム名                           |
| ------------ | ------ | ---- | -- | --- | --- | -- | --- | ---- | ---- | ----- | ---- | ---- | ---- | --- | ---- | ------------------------------------- | -------------------------------------- |
| 近鉄         | 1958   | 2002 | 45 | 277 | 178 | 5  | 94  | 7499 | 5143 | 2356  | 722  | 17回 | 3回  | 6回 | 1位  |                                       | 花園近鉄ライナーズ                     |
| 大阪府警     | 1958   | 1995 | 37 | 220 | 93  | 7  | 120 | 3772 | 4785 | -1013 | 386  | 2回  | 6回  | 6回 | 1位  |                                       | 大阪府警                               |
| 京都市役所   | 1958   | 1983 | 22 | 122 | 57  | 2  | 63  | 1945 | 2487 | -542  | 232  | 2回  | 7回  | 5回 | 1位  |                                       |                                        |
| 大阪鉄道局   | 1958   | 1961 | 4  | 20  | 5   | 3  | 12  | 220  | 366  | -146  | 26   | -    | -    | 1回 | 3位  |                                       |                                        |
| 川崎重工     | 1958   | 1960 | 3  | 15  | 4   | 2  | 9   | 144  | 201  | -57   | 20   | -    | -    | 1回 | 3位  |                                       | 川崎重工                               |
| 大阪クラブ   | 1959   | 1963 | 5  | 22  | 5   | 2  | 15  | 212  | 505  | -293  | 24   | -    | 2回  | -   | 2位  |                                       |                                        |
| KYRC         | 1960   | 1961 | 2  | 11  | 1   | 0  | 10  | 91   | 263  | -172  | 4    | -    | -    | -   | 6位  |                                       |                                        |
| 中部自衛隊   | 1963   | 1972 | 10 | 51  | 12  | 0  | 39  | 589  | 1335 | -746  | 48   | -    | 1回  | 1回 | 2位  | 伊丹自衛隊→中部自衛隊                 |                                        |
| 三菱自工京都 | 1965   | 1997 | 33 | 213 | 93  | 7  | 113 | 4308 | 5718 | -1410 | 386  | 3回  | 3回  | 6回 | 1位  | 三菱重工京都→三菱自工京都             | 三菱自動車京都レッドエボリューションズ |
| トヨタ自動車 | 1966   | 2002 | 37 | 244 | 193 | 3  | 48  | 9543 | 3611 | 5932  | 778  | 15回 | 13回 | 6回 | 1位  | トヨタ自工→トヨタ自動車               | トヨタヴェルブリッツ                   |
| 栗田工業     | 1967   | 1977 | 11 | 66  | 12  | 1  | 53  | 917  | 2146 | -1229 | 50   | -    | -    | 1回 | 3位  |                                       | クリタウォーターガッシュ昭島           |
| ユニチカ     | 1973   | 1996 | 8  | 50  | 6   | 2  | 42  | 739  | 1920 | -1181 | 28   | -    | -    | -   | 5位  |                                       | ユニチカ・フェニックス                 |
| 神戸製鋼     | 1976   | 2002 | 27 | 185 | 149 | 4  | 32  | 7678 | 2630 | 5048  | 604  | 12回 | 8回  | 3回 | 1位  |                                       | コベルコ神戸スティーラーズ             |
| ホンダ       | 1978   | 2002 | 24 | 166 | 49  | 3  | 114 | 3170 | 5697 | -2527 | 202  | -    | 1回  | 1回 | 2位  | 本田技研→本田技研鈴鹿→本田技研→ホンダ | 三重ホンダヒート                       |
| 大阪教員     | 1980   | 1988 | 8  | 56  | 9   | 2  | 45  | 529  | 2142 | -1613 | 40   | -    | -    | -   | 6位  |                                       | 大阪教員                               |
| 滋賀県庁     | 1982   | 1985 | 2  | 14  | 1   | 0  | 13  | 104  | 506  | -402  | 4    | -    | -    | -   | 8位  |                                       |                                        |
| 奈良クラブ   | 1984   | 1987 | 4  | 28  | 5   | 1  | 22  | 310  | 795  | -485  | 22   | -    | -    | -   | 6位  |                                       | 奈良ムースクラブ                       |
| ワールド     | 1988   | 2002 | 15 | 105 | 69  | 3  | 33  | 3492 | 2111 | 1381  | 282  | 1回  | 3回  | 7回 | 1位  |                                       | ワールドファイティングブル             |
| NTT関西      | 1989   | 1998 | 10 | 70  | 16  | 0  | 54  | 1325 | 3130 | -1805 | 64   | -    | -    | 1回 | 3位  |                                       | スネイルズ                             |
| 豊田自動織機 | 1997   | 2002 | 6  | 42  | 12  | 0  | 30  | 1002 | 1592 | -590  | 48   | -    | -    | -   | 5位  |                                       | 豊田自動織機シャトルズ愛知             |
| ヤマハ発動機 | 1998   | 2002 | 5  | 35  | 22  | 3  | 10  | 1103 | 867  | 236   | 94   | 1回  | 1回  | -   | 1位  |                                       | 静岡ブルーレヴズ                       |
| 鐘淵化学     | 1999   | 2002 | 4  | 28  | 4   | 0  | 24  | 565  | 1307 | -742  | 16   | -    | -    | -   | 6位  |                                       |                                        |